# Gerzensee
Gerzensee är en ort och kommun i distriktet Bern-Mittelland i kantonen Bern, Schweiz. Kommunen har 1 296 invånare (2023).
I södra delen av kommunen ligger sjön Gerzensee.